# Freddy Góndola
Freddy Elías Góndola Smith (Ciudad de Panamá, Panamá, 18 de septiembre de 1995) es un futbolista panameño que juega como delantero en el FC Aktobe de la Primera División de Kazajistán.

## Trayectoria

### Inicios
Se formó en las inferiores del Chorrillo FC y se fue a jugar a las inferiores del CS Cartaginés de Costa Rica a temprana edad.

### Belén FC
El 1 de julio de 2015 fue anunciado como nuevo jugador del Belén FC. Su debut profesional fue el 20 de julio de 2016 en la derrota 3 a 2 contra el Club Sport Herediano en el Estadio Eladio Rosabal Cordero en donde fue suplente y entró al minuto 85 por Verny Scott. En el Campeonato de Invierno 2016 jugó 10 partidos en donde quedaron en la novena posición en la Fase de clasificación.

### Reboceros la Piedad
Fue fichado por el club Reboceros la Piedad el 1 de enero de 2017 para jugar en la liga premier mx.

### CD Universitario
El 25 de julio de 2018 fue anunciado como nuevo jugador del CD Universitario. Debutó con el club 2 de septiembre de 2018 en el empate 2 a 2 contra el CA Independiente en el Estadio Agustín Muquita Sánchez en donde fue suplente y entró al minuto 68 por Isidoro Hinestroza. En el Torneo Apertura 2018 jugó 12 partidos y anotó 1 gol en donde quedaron en la octava posición.

### Reboceros la Piedad
Regresó al club Reboceros la Piedad el 1 de enero de 2019 para jugar en la liga premier mx.

### Tauro FC
El 1 de julio de 2019 fue anunciado como nuevo jugador del Tauro FC. Debutó con el club el 28 de julio de 2019 en la derrota 3 a 1 contra el San Francisco FC en el Estadio Agustín Muquita Sánchez saliendo de titular jugando todo el partido. En la Liga Concacaf 2019 jugó 2 partidos en donde fueron eliminados en los octavos de final tras perder en un marcador global de 1 a 2 contra el Alianza Fútbol Club en donde jugó en los 2 partidos. Salió campeón con el club del Torneo Apertura 2019 en donde le ganaron la final 0 a 2 contra el Costa del Este FC en el Estadio Rommel Fernández en donde fue suplente y entró al minuto 69 por Julián Zea, en dicho torneo jugó 14 partidos y anotó 4 goles.

### Yaracuyanos FC
El 7 de febrero de 2020 fue anunciado como nuevo jugador del Yaracuyanos FC. Debutó con el club el 8 de febrero de 2020 en el empate 0 a 0 contra los Gran Valencia Fútbol Club en el Estadio Florentino Oropeza en donde fue suplente y entró al minuto 61 por Carlos Yánez. En la Primera División de Venezuela 2020 jugó 20 partidos y anotó 6 goles en donde quedaron en la novena posición en la Tabla Acumulada quedándose a un paso de Clasificarse a la Fase Previa de la Copa Sudamericana.

### Deportivo Táchira
El 13 de enero de 2021 fue anunciado como nuevo jugador del Deportivo Táchira. Debutó con el club el 15 de abril de 2021 en la victoria 2 a 1 contra el Club Deportivo Hermanos Colmenárez en el Polideportivo de Pueblo Nuevo en donde fue titular y jugó hasta el minuto 63. En la Copa Libertadores 2021 jugó 6 partidos y anotó 3 goles en donde quedaron en la tercera posición del grupo B en la Copa Sudamericana 2021 jugó 2 partidos en donde quedaron eliminados en los octavos de final tras perder en un marcador global de 3 a 2 contra Rosario Central en donde jugó en los 2 partidos. Salió campeón de la Primera División de Venezuela 2021 en donde jugó 28 partidos y anotó 8 goles.

### LD Alajuelense
El 7 de enero de 2022 fue anunciado como nuevo jugador del LD Alajuelense. Debutó con el club el 16 de enero de 2022 en la victoria 1 a 0 contra el Guadalupe FC en el Estadio Alejandro Morera Sotoen donde fue suplente y entró al minuto 65 por Josimar Alcócer. Fue subcampeón del Campeonato Clausura 2022 en donde perdieron la final en un marcador global de 1 a 2 contra el CS Cartaginés en donde jugó en los 2 partidos, en dicho campeonato jugó 25 partidos y anotó 7 goles. Fue subcampeón de la Liga Concacaf 2022 en donde perdieron la final en un marcador global de 5 a 4 contra el Club Deportivo Olimpia en donde jugó en los 2 partidos, en dicha liga jugó 10 partidos y anotó 1 gol. En el Campeonato Apertura 2022 jugó 17 partidos y anotó 6 goles en donde fueron eliminados en las semifinales tras perder en un marcador global de 2 a 0 contra el Deportivo Saprissa en donde jugó en los 2 partidos. Fue subcampeón del Campeonato Clausura 2023 en donde perdieron la final en un marcador global de 3 a 2 contra el Deportivo Saprissa en donde jugó en los 2 partidos, en dicho campeonato jugó 26 partidos y anotó 3 goles. En la Liga de Campeones de la Concacaf 2023 jugó 2 partidos en donde fueron eliminados en los octavos de final tras perder en un marcador global de 4 a 2 contra Los Angeles Football Club en donde jugó en los 2 partidos. Fue campeón de la Copa DoradoBet 2023 en donde le ganaron la final en un marcador de 2 a 0 contra el Deportivo Saprissa en el Estadio Nacional de Costa Rica en donde fue titular y anotó el primer gol del partido y jugó hasta el minuto 82, en dicha copa jugó 3 partidos y anotó 1 gol. Fue campeón de la Copa Centroamericana de Concacaf 2023 en donde le ganaron la final en un marcador global de 4 a 1 contra el Real Estelí en donde jugó en los 2 partidos y marco en el partido de ida, en dicha copa jugó 8 partidos y anotó 3 goles. En la Campeonato Apertura 2023 jugó 23 partidos y anotó 2 goles en donde quedaron eliminados en las semifinales en un marcador global de 1 a 3 contra el Club Sport Herediano en donde jugó en los 2 partidos.

### Maccabi Bnei Reineh
El 18 de enero de 2024 fue anunciado como nuevo jugador del Maccabi Bnei Reineh. Debutó con el club el 30 de enero de 2024 en la derrota 1 a 0 contra el Football Club Ashdod en el Estadio Yud-Alef en donde fue suplente y entró al minuto 46 por Márk Koszta. En la Liga Premier de Israel 2023-24 jugó 16 partidos y anotó 1 gol en donde quedaron en la quinta posición del Grupo Campeonato.

### FC Aktobe
El 8 de agosto de 2024 fue anunciado como nuevo jugador del FC Aktobe.

## Selección nacional

### Selección absoluta
Debutó en un partido de las Clasificación de Concacaf para la Copa Mundial de Fútbol de 2022 el 7 de octubre de 2022 en la derrota 1 a 0 frente a El Salvador en el Estadio Cuscatlán siendo suplente entrando minuto 65 por José Luis Rodríguez Francis, en dicha eliminatoria jugó 9 partidos en donde quedaron en la quinta posición de la octagonal final quedándose a un paso del repechaje. En la Liga de Naciones de la Concacaf 2022-23 en donde jugó 3 partidos quedándose en cuarto lugar tras perder 1 a 0 contra México en el Allegiant Stadium en donde fue suplente y entró al minuto 83 por Alberto Quintero Medina. Fue subcampeón de la Copa de Oro de la Concacaf 2023 en donde perdieron la final 1 a 0 contra México en el SoFi Stadium en donde fue suplente en todo el partido, en donde copa jugó 2 partidos. En la Copa América 2024 jugó 3 partidos en donde fueron eliminados en los cuartos de final en donde perdieron 5 a 0 contra Colombia en el State Farm Stadium en donde suplente en el partido.

### Participaciones internacionales
| Copa                     | Sede                  | Resultado        | Partidos | Goles |
| ------------------------ | --------------------- | ---------------- | -------- | ----- |
| Liga de Naciones 2022-23 | Concacaf              | Cuarto lugar     | 3        | 0     |
| Copa Oro 2023            | Estados Unidos Canadá | Subcampeón       | 2        | 0     |
| Copa America 2024        | Estados Unidos        | Cuartos de final | 3        | 0     |

### Goles internacionales
| Núm. | Fecha                   | Lugar                                              | Rival       | Gol | Resultado | Competición               |
| ---- | ----------------------- | -------------------------------------------------- | ----------- | --- | --------- | ------------------------- |
| 1    | 16 de diciembre de 2021 | Estadio Rommel Fernández, Ciudad de Panamá, Panamá | El Salvador | 2-1 | 2-1       | Eliminatoria Mundial 2022 |

## Clubes
| Club                   | País       | Año           |
| ---------------------- | ---------- | ------------- |
| Belén FC               | Costa Rica | 2015 - 2016   |
| Reboceros de La Piedad | México     | 2017 - 2018   |
| CD Universitario       | Panamá     | 2018          |
| Reboceros de La Piedad | México     | 2019          |
| Tauro FC               | Panamá     | 2019 - 2020   |
| Yaracuyanos FC         | Venezuela  | 2020          |
| Deportivo Táchira      | Venezuela  | 2021          |
| LD Alajuelense         | Costa Rica | 2022-2023     |
| Maccabi Bnei Reineh    | Israel     | 2024          |
| FC Aktobe              | Kazajistán | 2024-presente |

## Palmarés

### Títulos nacionales
| Título             | Club              | País       | Año    |
| ------------------ | ----------------- | ---------- | ------ |
| Primera División   | Tauro FC          | Panamá     | 2019-A |
| Primera División   | Deportivo Táchira | Venezuela  | 2021   |
| Torneo de Copa     | LD Alajuelense    | Costa Rica | 2023   |
| Copa de Kazajistán | FC Aktobe         | Kazajistán | 2024   |

### Títulos internacionales
| Título               | Equipo         | Sede     | Año  |
| -------------------- | -------------- | -------- | ---- |
| Copa Centroamericana | LD Alajuelense | Concacaf | 2023 |